# Ponta das Palmeirinhas

Ponta das Palmeirinhas é um ponto na restinga do Mussulo que constitui o ponto mais ocidental da província de Luanda, em Angola. A altitude máxima nesta zona da restinga é de 6 m.